# Kim Do-heon
Kim Do-heon, né le 14 juillet 1982 à Dongducheon, est un footballeur international sud-coréen. Il joue au poste de milieu de terrain devenu entraîneur.

## Carrière

### En équipe nationale
Il  a joué avec l'équipe de Corée du Sud des moins de 23 ans puis a participé à la compétition de football des Jeux olympiques d'été de 2004.
Il participe à la coupe du monde 2006 avec l'équipe de Corée du Sud. 

## Palmarès
- Avec  Suwon Samsung Bluewings :
  - Champion de Corée du Sud en 2004
  - Vainqueur de la Coupe de Corée du Sud en 2002 et 2009
  - Vainqueur de la Coupe de la Ligue sud-coréenne en 2001 et 2005
  - Vainqueur de la Supercoupe de Corée du Sud en 2005
  - Vainqueur de la Coupe d'Asie des clubs champions en 2001 et 2002
  - Vainqueur de la Supercoupe d'Asie en 2001 et 2002
- Avec  Seongnam FC :
  - Champion de Corée du Sud en 2006
- Avec  West Bromwich Albion :
  - Champion d'Angleterre D2 en 2008